# Frais d'établissement
Les frais d'établissement sont des dépenses engagées à l'occasion d'opérations qui conditionnent l'existence ou le développement de l'entreprise mais dont le montant ne peut être rapporté à des productions de biens ou services déterminés.
Ces frais figurent à l'actif du bilan en immobilisations incorporelles : compte 201 « Frais d'établissement » du PCG.

Le Plan comptable OHADA, issu de l'Acte uniforme portant organisation et harmonisation des comptabilités des entreprises, donne la définition suivante des frais d’établissement :
« Ce sont des dépenses engagées à la constitution de l’entreprise (honoraires, droits d’enregistrement, frais de formalités légales, frais de prospection, frais de publicité et de lancement…) ou dans le cadre d’opérations tendant à maintenir ou à promouvoir le développement de l’entreprise (augmentation de capital, restructuration). »

## Nouvelle démarche de comptabilisation
La tendance actuelle est d'inscrire les frais en charge. Toutefois, il ne s'agit pas encore d'une obligation dans les normes comptables françaises.

## Ancienne démarche de comptabilisation

### Les frais de constitution
Ce sont les frais engagés lors de la constitution de la société (droits d'enregistrement sur les apports, honoraires, débours, dépenses liées aux formalités légales de constitution, dépenses concernant la communication et publicité).
Compte 2011 du PCG

### Les frais de premier établissement
Ce sont les frais engagés lors du lancement d'activité nouvelle ou de la mise en activité de nouveaux établissements (frais de prospection, frais de publicité).
Compte 2012 du PCG

### Les frais d'augmentation de capital et d'opération de restructuration
Il s'agit des frais engagés lors de fusion, scission, transformation, introduction en bourse.
Compte 2013 du PCG

### Dépenses assimilées à des frais d’établissement
Le régime de déduction des frais d’établissement concerne également les frais d'acquisition des immobilisations.
Participent des frais d'immobilisation, l'ensemble des frais supportés par l'entreprise lors de l'acquisition d'un bien constituant une immobilisation, étant cependant précisé que la valeur d’achat de cette immobilisation ne peut être déduite et devra être amortie.
Il s'agira par conséquent des droits de mutation et d'enregistrement à l’occasion de l’achat d’un bien immobilier, des honoraires du notaire, des frais d'insertion et d'affiches, des frais d'adjudication et des commissions versées à un intermédiaire, de la taxe de publicité foncière.
À titre d’exemple, une entreprise acquiert un immeuble pour un prix de 1 000 000 €, auquel viennent s'ajouter les honoraires du notaire et les droits de mutation pour un montant de 150 000 €, soit un coût total de 1 150 000 €. Le prix d’achat doit obligatoirement être amorti, mais les frais d’acquisition, assimilés à des frais d’établissement, peuvent être déduits ou amortis.

### Restriction à la distribution de dividendes
Les droits comptable français et OHADA prévoient que les frais d’établissement doivent être amortis dans un délai maximal de 5 ans et qu’aucune distribution de bénéfice ne peut avoir lieu avant amortissement complet.
Mais, bien que le droit comptable ne le prévoie pas, le montant des réserves libres doit au moins être égal à celui des frais à amortir pour permettre une distribution de dividendes.
Cette interdiction est en effet inspirée du risque de distribution de dividendes fictifs et si le montant des réserves libres est suffisant, l’interdiction de la distribution de bénéfices ne se justifie plus.
En présence de frais d’établissement non amortis, il faut, lors de l'affectation du résultat de l'exercice, comparer la valeur nette comptable du poste frais d’établissement avec le montant des réserves disponibles. Deux situations peuvent se présenter :
- soit le montant des réserves disponibles avant affectation des résultats est inférieur au montant des frais non encore amortis, et une dotation complémentaire de réserves disponibles doit donc être effectuée par prélèvement sur le bénéfice distribuable de l'exercice, et ce, avant toute distribution de dividendes ;

- soit le montant des réserves disponibles est supérieur au montant des frais non amortis ; dans ce cas, il est possible de distribuer aussi bien le bénéfice distribuable que les réserves disponibles pour le montant qui excède les frais d’établissement non encore amortis.

Le plan comptable - PCG et le plan comptable OHADA prévoient aussi la possibilité, « qu’en cas de bénéfices suffisants, le plan d’amortissement initial ne soit pas mené à son terme et qu’à l’issue d’un exercice, la totalité des charges non encore amorties le soit globalement et intégralement pour permettre la distribution de dividendes. »

### Traitement fiscal
Au choix de l’entreprise, les frais d’établissement peuvent être déduits ou amortis ;
- dans le premier cas, ils sont déduits du résultat comptable au titre des charges de l’exercice au cours duquel ils ont été engagés ;
- dans le second cas, l’entreprise peut pratiquer une dotation aux amortissements des charges immobilisées. L’entreprise dispose alors de deux à cinq ans pour amortir ces charges suivant un plan d’amortissement linéaire. Les dotations annuelles doivent être de fractions égales, de la moitié au maximum, du cinquième au minimum, du montant total des frais d’établissement.

## Les normes IFRS
À la différence des normes comptables OHADA et des normes françaises, les normes internationales IFRS et IAS prônent une inscription immédiate en charge des frais d’établissement. Des cas particuliers directement rattachés à des produits futurs des exercices suivants peuvent bénéficier d’un différé mais le principe de base et généralement admis est une inscription en charge.
L’approche est différente : les dépenses sont constatées immédiatement en charge même si elles ne sont pas par nature récurrentes ou directement liées à l’exploitation courante. La tendance française était souvent de faire transiter par des comptes hors exploitation ou de façon lissée les dépenses non récurrentes.
Le principe de spécialisation des exercices ne doit pas être confondu avec le principe de rattachement des charges aux produits de l'exercice, qui n'est pas clairement explicité dans les textes français alors qu'il figure explicitement dans les normes IFRS et dans le cadre de ces normes. Ce dernier principe consiste à analyser les charges de l'exercice, déterminées en application du principe de spécialisation des exercices, et à les rattacher à l'exercice (exercice présent ou ultérieur) au cours duquel les produits correspondants sont constatés.
Pour l'instant, le principe de rattachement des charges aux produits n'est que facultatif en règles françaises ou OHADA puisqu'il est possible d'amortir, de différer ou d'étaler certaines charges ou de ne pas le faire.
Toutefois, dans le cadre de la convergence des règles nationales avec le référentiel comptable international, il est à noter que cette possibilité d'étalement devrait être remise en cause.